# 傍受
傍受（ぼうじゅ）とは、現に行われている他人間の通信（有線通信、無線通信）について、その内容を知るため、当該通信の当事者のいずれの同意も得ないで、これを受けることをいう。無線における別名はワッチ（Watch）。

## 無線通信
無線通信においては、「傍受」とは、積極的意思をもって、自己に宛てられていない無線通信を受信することである。これは、無線通信の当事者のいずれの同意も得ないで他人間の無線通信を受信することであり、「盗聴」とは法的にも区別されている。例えば日本の電波法の下では、無線通信を傍受しただけでは、即、違法とはならない。ただし、第三者に内容等を漏洩したり、窃用（せつよう。通信内容を自己または第三者の利益のために利用すること）したりした場合は罪となる。実際にJRの鉄道無線を傍受し録音した内容を一般公開した人が書類送検された事例もある。これに対し、一般の電話の聴取（有線電気通信法第9条、電気通信事業法第4条参照）や、盗聴器による聴取は違法となりえる。

## 趣味としての傍受
SWLという無線通信を受信する趣味があり、無線通信を傍受した者が通信当事者に受信報告書を送り、当事者からQSLカード（正しくは受信確認証）を発行してもらい収集する事が行われている。これは、通信当事者からQSLカードを発行してもらうまでは同意を得ていないので「傍受」といえるが、QSLカードを発行してもらった段階で事後的に同意を得たことになるので、単なる「受信」ということになる。なお、日本アマチュア無線連盟(JARL)の准員（アマチュア無線局を開設していない会員）は、准員になった段階でアマチュア無線の当事者になったとみなされるので、傍受したことにはならず、単に受信したことになる。
業務無線や官庁無線を傍受することを趣味にする人々もおり、これらの無線を「おもしろ無線」などと称している。またある無線の周波数を探索することを目的とする者や、通信の内容を聴取して楽しむのを目的とする者もいる。無線の周波数については、総務省電波利用ホームページや個人が運営するホームページなどに掲載されているほか、書籍による販売も行なわれている。

## 災害時における傍受
災害が発生した場合に、マスコミ各社の情報だけでは情報が不足する場合には傍受活動が役立つ。例えば、消防無線や救急無線を傍受したり、防災無線を傍受することにより、二次災害を防げる。
また、具体的な情報が即時に手に入る点において、報道各社の情報よりも新鮮さがある。アマチュア無線でも、非常通信が行なわれるなどするため、場合によっては避難所の様子や必要物資の輸送等の内容を知ることができる。
日常の場面においても、傍受は有用であるといえる。例えば、鉄道事故により列車の遅れや運休が出ている場合には、鉄道無線を聞くことにより詳細が判明することがある。駅係員よりも早く情報を入手することもできる。

## 傍受対象
以下に示すものの中には、地域や使用者によってはデジタル通信に移行したものも少なくない。2016年現在デジタル通信の傍受に対応した受信機等は市販されていないため、デジタル移行を以て原則傍受は不可能となる。また、デジタル無線の傍受が仮に可能となっても、警察・消防など秘話化（暗号化）された無線は傍受自体が違法となる。

### 行政機関に関するもの
- 消防無線（現在はデジタル化により傍受不可。一部アナログ無線もある）
- 救急無線（現在はデジタル化により傍受不可）
- 警察無線（現在はデジタル化により傍受不可）
- 自衛隊
- 海上保安庁（現在はデジタル化により傍受不可）
- 防災無線（固定系・移動系）
- 水道無線
- 建設無線（国土交通省の旧建設省系機関が使用する無線、デジタル化）
- 上記以外の官公庁無線

### 交通機関に関するもの
- 鉄道無線（鉄道事業者のうち、JR東日本の首都圏域など、デジタル式に移行したものは傍受不可。いわゆるA・B・Cタイプなど旧式のものは傍受可能。）
- 船舶無線（世界的にアナログ方式のため、傍受できる）
- 航空無線（世界的にアナログ方式のため、傍受できる）
- バス無線
- タクシー無線（現在はほとんどデジタル化したが、一部は傍受できる方式を採用）
- 高速道路維持会社（現在はデジタル化により原則傍受不可）

### 一般業務に関するもの
- 警備無線（現金輸送を含む）
- 電力会社（現在はデジタル化により傍受不可。一部アナログ無線もある）
- ガス会社（現在はデジタル化が進んでいる）
- 運送会社
- 報道機関（現在はデジタル化により原則傍受不可、一部アナログ無線もある）
- 銀行及び金融機関
- 簡易無線
- 新簡易無線
- 特定小電力無線
- MCA無線（現在はデジタル化により傍受不可）

### 趣味及びレジャーに関するもの
- アマチュア無線
- パーソナル無線（現在は廃止）
- CB無線
- 特定小電力無線

### その他
- 盗聴器
- ワイヤレスマイク
- コードレス電話機[注釈 1][注釈 2]

## 傍受に際する受信機及び無線機の諸問題
広帯域受信機は受信のみであるので免許は一切不要であるが、アマチュア無線機は無線局免許状及び無線従事者免許証（アマチュア無線技士）の二つの免許が必要である。なお、無線局免許を受けていない人がアマチュア無線機を所持する事は、電波を発信できる状態であれば不法無線局の開設となり、処罰の対象となる可能性がある。傍受に関する雑誌には、受信機器を紹介する記事中にアマチュア無線機を掲載している場合もある。

## 傍受に関する法律及び犯罪
無線通信の傍受や無線機器の購入に際して、関係する法律は以下の通りである。

### 電波法

#### 電波法 第4条（無線局の開設）
無線局を開設しようとする者は、総務大臣の免許を受けなければならない。（以下、省略）
罰則：第110条 1年以下の懲役又は100万円以下の罰金が科せられる場合がある。同条第1号に該当する

#### 電波法 第39条（無線設備の操作）
第40条の定めるところにより無線設備の操作を行うことができる無線従事者（中略）以外の者は、無線局（アマチュア無線局を除く。中略）の無線設備の操作の監督を行う者（以下「主任無線従事者」という。）として選任された者であつて第4項の規定によりその選任の届出がされたものにより監督を受けなければ、無線局の無線設備の操作（中略）を行つてはならない。（以下、省略）

#### 電波法 第39条の13（アマチュア無線局の無線設備の操作）
アマチュア無線局の無線設備の操作は、次条（第40条）の定めるところにより、無線従事者でなければ行つてはならない。ただし、外国において同条第1項第5号に掲げる資格に相当する資格として総務省令で定めるものを有する者が総務省令で定めるところによりアマチュア無線局の無線設備の操作を行うとき、その他総務省令で定める場合は、この限りでない。
罰則：第113条 無資格操作は、30万円以下の罰金が科せられる場合がある。同条第15号に該当する

#### 電波法 第59条（秘密の保護）
何人も法律に別段の定めがある場合を除くほか、特定の相手方に対して行われる無線通信（電気通信事業法第4条第1項又は第164条第2項の通信であるものを除く。第109条並びに第109条の2第2項及び第3項において同じ。）を傍受してその存在若しくは内容を漏らし、又はこれを窃用してはならない。
罰則：第109条 一般人にあっては1年以下の懲役又は50万円以下の罰金、無線に従事する者であれば2年以下の懲役又は100万円以下の罰金が科せられる可能性がある（暗号通信の復元や窃用等は「109条の2」を参照）

### その他
- 有線通信の盗聴……電気通信事業法第4条違反。有線電気通信法第9条違反。